# Nagykarácsony megállóhely
Nagykarácsony megállóhely egy Fejér vármegyei vasúti megállóhely Nagykarácsony település közigazgatási területén, a MÁV üzemeltetésében. Külterületek közt helyezkedik el, a község központjától mintegy 3 kilométerre délnyugatra, közúti megközelítési lehetősége nincs is.

## Vasútvonalak
A megállóhelyet az alábbi vasútvonalak érintik:
- Mezőfalva–Rétszilas-vasútvonal

## Kapcsolódó állomások
A megállóhelyhez az alábbi állomások vannak a legközelebb:
- Nagykarácsony felső megállóhely (Mezőfalva–Rétszilas-vasútvonal)
- Alap megállóhely (Mezőfalva–Rétszilas-vasútvonal)

## Forgalom
| Járat | Útvonal | Gyakoriság |
| ----- | --- | ---------- |
| S431  | Dunaújváros – Újvenyim – Mezőfalva – Nagykarácsony felső – Nagykarácsony – Alap – Rétszilas alsó – Rétszilas – Sáregres – Simontornya | Napi 2 pár |
| S432  | Dunaújváros – Újvenyim – Mezőfalva – Nagykarácsony felső – Nagykarácsony – Alap – Rétszilas alsó – Rétszilas – Cece                   | Napi 3 pár |